# 朝永–ラッティンジャー液体
朝永–ラッティンジャー液体（ともながラッティンジャーえきたい、Tomonaga–Luttinger liquid; TLL）、または単にラッティンジャー液体（Luttinger liquid）とは、一次元伝導体における相互作用する多粒子電子系（または他のフェルミ粒子系）における量子液体である。この模型を朝永–ラッティンジャー模型と呼ぶ。一般的な二次元・三次元のフェルミ液体は一次元では特異な性質をもつようになり、これを朝永–ラッティンジャー液体とよぶ。
朝永–ラッティンジャー液体は1950年に朝永振一郎により最初に提案された。朝永は特定の拘束下では、電子間の2次の相互作用はボース粒子的な相互作用として取り扱うことができることを示した。後の1963年、ホアキン・マズダク・ラッティンジャーはブロッホ音波の観点から理論を再構築し、二次の摂動をボース粒子として取り扱うための朝永が提案した拘束条件は必要ないことを示した。
実際にはラッティンジャーの解には間違いが含まれており、正しい解は後の1965年にダニエル・C・マティスとエリオット・H・リーブ によって与えられた。ラッティンジャーによる間違いは、密度演算子の交換関係を0としたことである。本来であれば密度演算子は有限系では可換であるが、ラッティンジャーの模型では無限自由度の問題があるため、交換しない。

## 特徴
朝永–ラッティンジャー液体の顕著な特徴は以下である。
- 外部の摂動に対する電荷密度（または粒子密度）の反応は波（ホロン（英語版））であり、その伝播速度は相互作用の強さと平均密度によって決まる。フェルミ粒子間の相互作用のない系においては、この波の速度はフェルミ速度に等しく、排斥しあう相互作用の系ではフェルミ速度より早く、引きつけあう相互作用の系ではフェルミ速度より遅くなる。
- 同様に、スピン密度波（ スピノン（英語版）、最低次の近似ではその速度は摂動のない場合のフェルミ速度に等しい）がある。このスピン密度波の伝播は電荷密度波とは独立している。この事実は スピン・電荷分離（英語版）として知られている。
- フェルミ液体（スピンと電荷を同時に伝える）では励起は準粒子であるのに対し、ラッティンジャー液体では素励起は電荷とスピンの波（ホロンとスピノン）となっている。電荷とスピンの波の数学的な記述は非常に単純であり、一次元の波動方程式を解くことに相当する。また、計算の大半は粒子の特性を自分自身へと転換すること（または不純物や後方散乱が重要な他の状況を扱うこと）にある。用いられる手法についてはボソン化法（英語版）も参照。
  - 原文: Charge and spin waves are the elementary excitations of the Luttinger liquid, unlike the quasiparticles of the Fermi liquid (which carry both spin and charge). The mathematical description becomes very simple in terms of these waves (solving the one-dimensional wave equation), and most of the work consists in transforming back to obtain the properties of the particles themselves (or treating impurities and other situations where 'backscattering' is important).
- 絶対零度においても、粒子の運動量分布関数は鋭い増加を見せない。これはフェルミ液体と対照的である。フェルミ液体でのこの急増はフェルミ面を示唆する。
- 運動量依存のスペクトル関数に準粒子ピークが表れない。言い換えると、フェルミ液体のように、フェルミ準位より上では励起エネルギーよりも幅が狭いピークが表れない。代わりに、相互作用の強さに依存する非普遍指数のべき乗則の特異点がある。
  - 原文: There is no 'quasiparticle peak' in the momentum-dependent spectral function (i.e no peak whose width becomes much smaller than the excitation energy above the Fermi level, as is the case for the Fermi liquid). Instead, there is a power-law singularity, with a 'non-universal' exponent that depends on the interaction strength.
- 不純物付近では、電荷密度に波数ベクトル{\displaystyle 2k_{F}}のフリーデル振動が表れる。しかしフェルミ液体と対照的に、長距離でのフリーデル振動の崩壊はまた別の相互作用依存指数によって支配される。
- 低温では、フリーデル振動の散乱は非常に有効となり、不純物の有効な強さは無限大に繰り込まれ、量子ワイヤー（英語版）を"切断"する。より正確には、温度と伝導電圧が0になるのに伴い、伝導度も 0 となる（そして電圧と温度の上昇とともに相互作用依存指数をもつ近似的べき乗則で伝導度が上昇する）。
  - 原文: At small temperatures, the scattering off these Friedel oscillations becomes so efficient that the effective strength of the impurity is renormalized to infinity, 'pinching off' the quantum wire. More precisely, the conductance becomes zero as temperature and transport voltage go to zero (and rises like a power law in voltage and temperature, with an interaction-dependent exponent).
- 同様に、ラッティンジャー液体へのトンネル速度は低電圧と低温において0へと抑えられ、べき乗則となる。

ラッティンジャー模型は低周波数/長波長における相互作用する1次元フェルミ粒子系の普遍的な振る舞いと考えられている。即ち別の状態への相転移が起きることがない。

## 現実の例
ラッティンジャー模型によって記述されると考えられている現実の物理系としては以下がある。
- 人工的な量子ワイヤー（英語版）（1次元的な電子の鎖） - 2次元的な電子気体にゲート電圧を適用することや他の手段（フォトリソグラフィ、原子間力顕微鏡など）によって作られる
- カーボンナノチューブ中の電子 - 2003年12月に実験的に示された[4][5]
- 分数量子ホール効果におけるエッジ状態 (edge states) を動く電子
- 分子の1次元鎖（特定の有機分子結晶など）を動く電子
- 擬一次元原子トラップにおけるフェルミ原子（fermionic atom: ヘリウム3 (3He) やリチウム6 (6Li) のように、陽子と電子と中性子の個数の和が奇数である、フェルミ粒子の振る舞いをする原子）
- ハイゼンベルク模型（英語版）によって記述される半整数スピンの1次元の“鎖”（十分強い磁場中では整数スピンについてもラッティンジャー液体模型を適用することができる）

現在凝縮系物理学においては、これらの系での朝永–ラッティンジャー液体的な振る舞いを実証するための実験的研究が精力的に行われている。